# میدل‌تاون (میشیگان)
میدل‌تاون (به انگلیسی: Middletown) یک منطقهٔ مسکونی در ایالات متحده آمریکا است که در شهرستان شیاواسه، میشیگان واقع شده‌است. میدل‌تاون ۱٫۳ کیلومتر مربع مساحت و ۹۶۶ نفر جمعیت دارد و ۲۲۷ متر بالاتر از سطح دریا واقع شده‌است.